# ザ・デル・ヴェッツ
ザ・デル・ヴェッツ（The Del-Vetts）は、1963年にイリノイ州シカゴで結成されたアメリカのガレージロック・バンド。5枚のシングルをリリースし、中西部で成功を収めた。

## 概要
バンドの最初のラインナップは、ジム・ラウアー（リード・ボーカル、リード・ギター）、ボブ・グッド（ベース）、レスター・ゴールドボス（リズム・ギター）、ポール・ウェイド（ドラム）、ジェフ・ガーチェンソン（ボーカル、リズム・ギター）で構成され、当初はチャック・ベリーの曲やサーフ・ロックのスタンダード曲のカヴァー・ヴァージョンを演奏し、シカゴで忠実なファンを獲得した。しかし、1965年にレコード・プロデューサーのビル・トラウトと組み、小さなレーベル、シーバーグ・レコードからライチャス・ブラザーズのヒット曲「Little Latin Lupe Lu」をレコーディングした。ザ・セラーやローリング・ストーンといったティーンに人気のダンス・クラブで定期的に演奏するようになってから1年も経たないうちに、ラウアー、ベースからリズム・ギターに持ち替えたグッド、ジャック・バーチョール（ベース）、ロジャー・デサレイジ（ドラム）といったメンバーが揃った。
デビューから商業的な成功は得られなかったものの、トラウトはバンドがブレイクする可能性を感じていた。彼はザ・デル・ヴェッツとダンウィッチ・レコードとのレコーディング契約を結び、1966年初頭に彼らの最も商業的に成功し、最もよく知られた曲、同僚のデニス・デルキヴィストのオリジナル曲「Last Time Around」をレコーディングした。ラウアーが演奏するファズ調のギター・インストゥルメンタルがハイライトとなるこの曲は、バンドのセカンド・シングルとしてリリースされ、シカゴのラジオ局で最もリクエストの多い曲となり、地域チャートを席巻した。しかし、その年の後半にリリースされた「I Call My Baby STP」は、「Last Time Around」のような成功を収めることはできなかった
1967年、グループ名をザ・プライド・アンド・ジョイに改名し、シングル「Girl」をリリースして地方でヒットさせ、ダンウィッチの会社再編を経てアクタ・レコードに移籍。グループ最後のシングルは、バリー・マンとシンシア・ワイルが書いた「We Got a Long Way to Go」で、この曲がラジオチャートでヒットしなかったため、バーチャルはグループを脱退し、プライド・アンド・ジョイは1968年に解散した。
1983年、バーチョールはジャンプン・ザ・サドル・バンドのノベルティ・ソング「カーリー・シャッフル」のヒットで再びポップ・チャートを賑わせた。しかし、1990年代後半に『ナゲッツ』や『ペブルズ』と言ったガレージロックのシリーズがリリースされ、彼らの楽曲がコンピレーション・アルバムに収録されるまで、ザ・デル・ヴェッツは無名の存在となっていた。リード・シンガーのジム・ラウアーは精神病院に収容されたと伝えられている。

## メンバー
オリジナル・ラインナップ（1963年）
- ジム・ラウアー - ボーカル、ギター
- レスター・ゴールドボス - ギター
- ボブ・グッド - ベース（後にギター）
- ポール・ウェイド (ドラジェフ・ガーチェンソン) - ボーカル、ギター

後に加入したメンバー
- ジェフ・ワインスタイン - ギター
- ジャック・バーチョル - ベース
- ロジャー・デサレイジ - ドラム

## ディスコグラフィ

### シングル
- "Little Latin Lupe Lu" b/w "Ram Charger" (1965年)
- "Last Time Around" b/w "Everytime" (1966年)
- "I Call My Baby STP" b/w "That's the Way It Is (PS)" (1966年)